# ایوان ناوارو
 ایوان ناوارو (انگلیسی: Iván Navarro؛ زاده ۱۹ اکتبر ۱۹۸۱) یک تنیس‌باز اهل اسپانیا است.